# Nguyễn Đức Hòa
Nguyễn Đức Hòa (sinh ngày 13 tháng Bảy năm 1989) là một đại kiện tướng cờ vua người Việt Nam. Từ năm 2012 đến 2014 Nguyễn Đức Hòa đã 3 năm liên tiếp đoạt chức vô địch quốc gia. Ở đấu trường quốc tế, anh được gọi vào đội tuyển cờ vua Việt Nam đoạt huy chương đồng nội dung đồng đội giải vô địch châu Á các năm 2012 và 2014.

## Sự nghiệp
Nguyễn Đức Hòa đoạt chức vô địch quốc gia 3 năm liên tiếp từ 2012 đến 2014. Anh cũng giành được những thành tích cao ở các giải cờ quốc tế, đã từng vô địch các giải Penang (2012, 2015), Bhubaneswar (2017), Bhopal (2017), Mumbai (2017).
Nguyễn Đức Hòa từng được gọi vào đội tuyển cờ vua Việt Nam thi đấu giải Olympiad cờ vua các năm 2010, 2012 và 2014 và giải vô địch cờ vua châu Á các năm 2012 và 2014.
Năm 2011, Nguyễn Đức Hòa được phong danh hiệu Kiện tướng quốc tế (IM), ba năm sau anh được phong danh hiệu Đại kiện tướng (GM).